# Anaxyrus houstonensis
Espèce
Synonymes
- Bufo houstonensis Sanders, 1953

Statut de conservation UICN

 EN C2a(ii) : En danger
Anaxyrus houstonensis est une espèce d'amphibiens de la famille des Bufonidae.

## Répartition
Cette espèce est endémique du Texas aux États-Unis. Historiquement, cette espèce était présente dans toute la région côtière centrale du Texas, l'espèce a par la suite disparu de la région de Houston pendant les années 1960 à la suite d'une sècheresse prolongée et de l'expansion urbaine rapide de la ville de Houston. Parmi les rares populations restantes, la plus importante est celle du Comté de Bastrop.

## Description

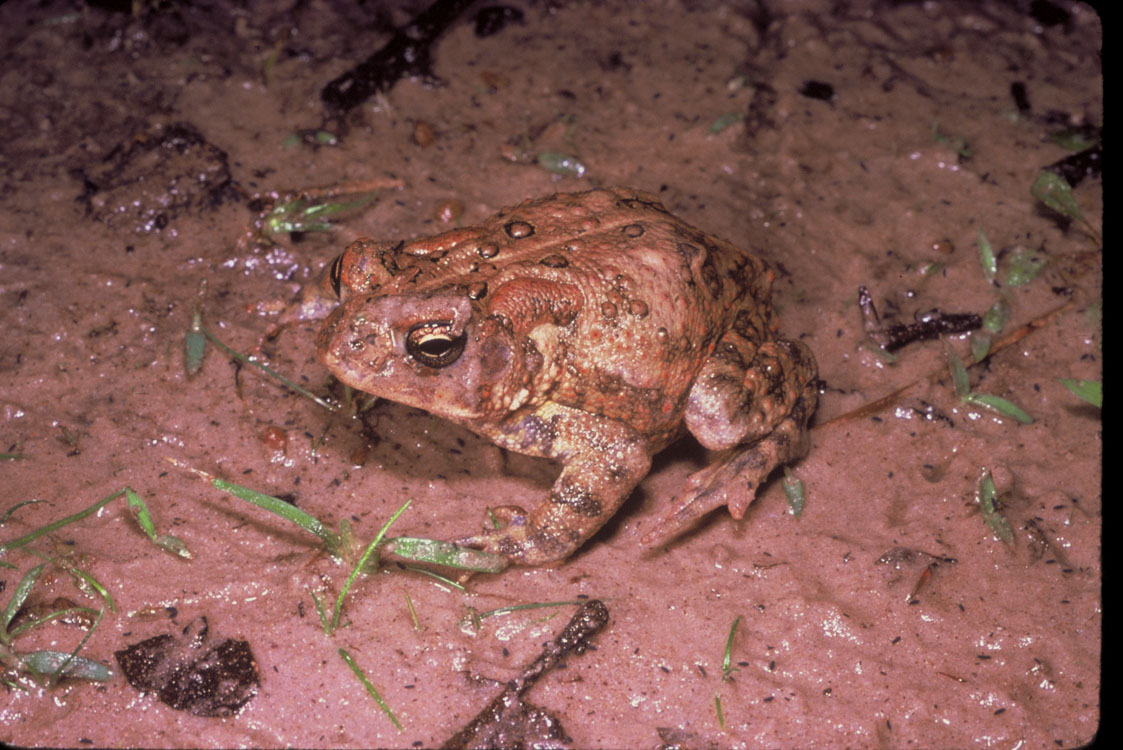
Anaxyrus houstonensis

Les mâles mesurent de 49 à 66 mm et les femelles de 57 à 80 mm.

## Étymologie
Son nom d'espèce, composé de houston et du suffixe latin -ensis, « qui vit dans, qui habite », lui a été donné en référence au lieu de sa découverte, une zone située au nord-ouest de Houston.

## Publication originale
- Sanders, 1953 : A New Species of Toad, with a Discussion of Morphology of the Bufonid Skull. Herpetologica, vol. 9, no 1, p. 25-47.